# Odynerus ephippium
Odynerus ephippium är en stekelart som beskrevs av Jacques Nicolas Ernest Germain de Saint-Pierre. Odynerus ephippium ingår i släktet lergetingar, och familjen Eumenidae. Inga underarter finns listade i Catalogue of Life.